# COQ4
COQ4‏ (Coenzyme Q4) هوَ بروتين يُشَفر بواسطة جين COQ4 في الإنسان.